# Carmelo Simeone
Carmelo Simeone (ur. 22 września 1934 w Ciudadela, zm. 11 października 2014 w Buenos Aires) – argentyński piłkarz.
Urodzony w Ciudadela Simeone karierę piłkarską rozpoczął w 1955 roku w klubie CA Vélez Sarsfield. Jako piłkarz klubu Vélez Sársfield wziął udział w turnieju Copa América 1959, gdzie Argentyna zdobyła mistrzostwo Ameryki Południowej. Simeone zagrał w trzech meczach – z Chile (7 marca – debiut), Boliwią (tylko w pierwszej połowie – w przerwie zastąpił go Juan Francisco Lombardo) i Brazylią (tylko w drugiej połowie – w przerwie zmienił Juana Francisco Lombardo).
Wziął udział w turnieju Copa del Atlántico 1960, gdzie Argentyna zajęła drugie miejsce. Simeone zagrał we wszystkich trzech meczach – z Paragwajem, Brazylią i Urugwajem.
W grudniu 1960 roku wziął udział w dwóch zwycięskich meczach z Ekwadorem w ramach eliminacji do finałów mistrzostw świata w 1962 roku. W 1961 roku przeszedł do klubu Boca Juniors, w którym zadebiutował 25 marca 1962 roku w wygranym 2:1 meczu z Chacarita Juniors. W 1962 roku Simeone razem z Boca Juniors zdobył tytuł mistrza Argentyny.
Razem z Boca Juniors Simeone dotarł do finału turnieju Copa Libertadores 1963, gdzie jego klub uległ słynnemu Santosowi, mającemu w składzie legendarnego króla futbolu Pelé. Następnie razem z Boca Juniors dwa razy z rzędu zdobył mistrzostwo Argentyny – w 1964 i 1965 roku. Dotarł także do półfinału Copa Libertadores 1965 oraz do półfinałowej fazy Copa Libertadores 1966.
Był w kadrze reprezentacji podczas finałów mistrzostw świata w 1966 roku, gdzie Argentyna dotarła do ćwierćfinału. Simeone nie zagrał w żadnym meczu.
W Boca Juniors grał do 1967 roku – ostatni raz zagrał 3 grudnia w przegranym 2:3 meczu przeciwko CA Independiente. W Boca Juniors Simeone rozegrał łącznie 182 mecze (16 371 minut) i zdobył 2 bramki – z tego w lidze rozegrał 152 mecze i zdobył 1 bramkę.
W pierwszej lidze argentyńskiej Simeone rozegrał łącznie 316 meczów i zdobył 1 bramkę. Na koniec kariery w 1968 roku przeniósł się do klubu Sportivo Belgrano San Francisco.
W reprezentacji Argentyny w latach 1959–1966 Simeone rozegrał 22 mecze i nie zdobył żadnej bramki.